# El cuarto pasajero
El cuarto pasajero és una pel·lícula espanyola de comèdia dirigida per Álex de la Iglesia i protagonitzada per Blanca Suárez, Alberto San Juan, Ernesto Alterio i Rubén Cortada.

## Sinopsi
Julián (Alberto San Juan), un divorciat de 50 anys amb problemes econòmics, recorre a una aplicació per a compartir el seu cotxe amb desconeguts i, especialment, amb algú que ja no ho és tant: Lorena (Blanca Suárez), una jove que viatja sovint a Madrid. Des de fa mesos té un seient fix al seu cotxe i, últimament, també al seu cor. Julián vol aprofitar el viatge per a sincerar-se amb ella, però un error a l'hora de triar la resta dels ocupants (Ernesto Alterio i Rubén Cortada) inclou a un inquietant passatger, que provocarà un radical canvi en el rumb dels esdeveniments.

## Repartiment
- Blanca Suárez com Lorena
- Alberto San Juan com Julián
- Ernesto Alterio com Juan Carlos
- Rubén Cortada com Sergio
- Jaime Ordóñez
- Carlos Areces

## Producció
Jorge Guerricaechevarría va assumir les tasques de coguionista al costat del director Álex de la Iglesia. Rita Noriega va ser encarregada de la direcció de fotografia. La pel·lícula és una producció de Telecinco Cinema, Pokeepsie Films i Te Has Venido Arriba AIE i va comptar amb la participació de Mediaset España, Movistar+ i Mediterráneo Mediaset España Group. El rodatge va començar el 25 de gener de 2021. Els llocs de rodatge incloïen Bilbao (que marca el retorn de la pel·lícula de De la Iglesia a la seva ciutat natal després del seu film de debut Acción mutante), Àlaba, La Rioja, i Madrid. La producció es va aturar temporalment a causa d'una prova positiva de COVID-19.

## Estrena
Distribuïda per Sony Pictures Entertainment Iberia S.L.U., la pel·lícula es va fixar com a data d'estrena a les sales el 4 de novembre de 2022 a Espanya,després es reprogramarà al 28 d'octubre. Va ser l'estrena més gran del cap de setmana (i va ser la segona més taquillera en general després de Black Adam).

## Recepció
Raquel Hernández Luján de HobbyConsolas va valorar la pel·lícula amb 78 punts ("bo"), considerant que és una comèdia "divertida, sorprenent i de vegades fins i tot delirant", així com una "pel·lícula anti-amic que fa riure", destacant el disseny dels personatges, els girs argumentals i el compromís total amb els seus papers per part dels dos "immensos" San Juan i Alterio com les millors coses de la pel·lícula, tot citant certs elements "trillats" relatius a la subtrama de la comèdia romàntica com a punt negatiu.
Fausto Fernández de Fotogramas va puntuar la pel·lícula amb 4 de 5 estrelles destacant el duel celebrat entre San Juan i Alterio, "digne de Carretera a l'infern... o Planes, Trains and Automobiles" com a destacat de la pel·lícula.
Miguel Ángel Romero de Cinemanía va puntuar la pel·lícula amb 2 estrelles sobre 5, considerant que era un "viatge interminable i divertit a BlaBlaCar, [tot i que] massa trillat".
Sergi Sánchez de La Razón ha valorat la pel·lícula amb 3 sobre 5 estrelles, destacant la reformulació del gènere romcom sota una estructura de road movie (que aconsegueix "treballar i entretenir"). com el millor de la pel·lícula, alhora que descarta la ficció que passa en un hotel, alentint el ritme, com el pitjor de la pel·lícula.

## Nominacions
| Any  | Premi                                                 | Categoria                    | Nominat                      | Resultat | Ref    |
| ---- | ----------------------------------------------------- | ---------------------------- | ---------------------------- | -------- | ------ |
| 2023 | X Premis Feroz                                        | Millor pel·lícula de comèdia | Millor pel·lícula de comèdia | Nominat  | [ 18 ] |
| 2023 | 78ns Medalles del Cercle d'Escriptors Cinematogràfics | Millor música                | Roque Baños                  | Pendent  | [ 19 ] |